# Michałów (powiat kutnowski)
Michałów – wieś w Polsce położona w województwie łódzkim, w powiecie kutnowskim, w gminie Kutno.
W latach 1975–1998 miejscowość należała administracyjnie do województwa płockiego.